# Oculocytheropteron wilmablomae
Oculocytheropteron wilmablomae is een mosselkreeftjessoort uit de familie van de Cytheruridae.